# Chuck Osborne
Charles H. "Chuck" Osborne (nacido el 21 de enero de 1939 en Flat Gap, Kentucky y fallecido el 17 de abril de 1979) fue un jugador de baloncesto estadounidense que disputó una temporada en la NBA. Con 1,98 metros de estatura, jugaba en la posición de alero.

## Trayectoria deportiva

### Universidad
Jugó durante tres temporadas con los Hilltoppers de la Universidad de Kentucky Occidental, en las que promedió 17,0 puntos y 10,1 rebotes por partido. En 1960 fue incluido en el mejor quinteto de la Ohio Valley Conference.

### Profesional
Fue elegido en la vigésimo octava posición del Draft de la NBA de 1961 por Syracuse Nationals, donde únicamente disputó cuatro partidos en los que promedió 1,3 puntos y 2,3 rebotes.

## Estadísticas de su carrera en la NBA

### Temporada regular
| Temporada | Edad | Equipo             | Liga | P | TIT | MIN | TC  | TCA | %TC  | 3P | 3PA | %3P | TL  | TLA | %TL  | R.OF. | R.DEF. | REB | ASIS | ROB | TAP | PER | FP  | PTS |
| 1961-62   | 23   | Syracuse Nationals | NBA  | 4 |     | 5.3 | 0.3 | 2.0 | .125 |    |     |     | 0.8 | 1.0 | .750 |       |        | 2.3 | 0.3  |     |     |     | 0.8 | 1.3 |
| Total     |      |                    | NBA  | 4 |     | 5.3 | 0.3 | 2.0 | .125 |    |     |     | 0.8 | 1.0 | .750 |       |        | 2.3 | 0.3  |     |     |     | 0.8 | 1.3 |